# Syndroom van Asperger
Het syndroom van Asperger, is een pervasieve ontwikkelingsstoornis en wordt gezien als een vorm van autisme (ASS). Het kenmerkt zich vooral door beperkingen in de sociale interacties en een beperkt repertoire aan interesses en activiteiten. Anders dan bij andere vormen van autisme is er bij kinderen geen sprake van vertraging in de ontwikkeling van de taalvaardigheid, samen met normale tot hoge intelligentie en een gemiddelde neiging tot het maken van contact.

## Geschiedenis
De naam verwijst naar de Oostenrijkse psychiater en kinderarts Hans Asperger, die hier in 1944 een proefschrift over schreef. In dit proefschrift noemde hij zijn patiënten 'kleine professors' vanwege hun intense belangstellingen en formele taalgebruik. Anders dan het artikel van Leo Kanner over autisme dat in dezelfde periode geschreven werd, kreeg de publicatie van Asperger lange tijd weinig aandacht. Zijn werk werd pas in bredere kring bekend door de aandacht die de Engelse Lorna Wing hier in 1981 aan gaf. In 1991 werd Aspergers proefschrift Die 'Autistischen Psychopathen' im Kindesalter door de Duitse ontwikkelingspsychologe Uta Frith in het Engels vertaald en in het boek Autism and Asperger Syndrome gepubliceerd.
Vanaf het begin was er geen consensus over de aparte classificering en de status van het syndroom met een aparte diagnose. Een belangrijke vraag hierbij is of het aspergersyndroom hetzelfde is als hoogfunctionerend autisme, een autistische stoornis waarbij geen mentale retardatie optreedt. In dat geval is het niet nodig deze syndromen als afzonderlijke aandoeningen op te nemen in de verschillende classificatiesystemen. Zo leidde een studie uit 1997 tot de conclusie dat de kinderen die Hans Asperger beschreef, volgens de hedendaagse DSM-criteria niet het syndroom van Asperger hadden, maar een klassieke autistische stoornis.
Het stellen van een eenduidige diagnose wordt bemoeilijkt door de grote verschillen in de symptomen per diagnose en door de verschillen in methoden en instrumenten om het syndroom van Asperger vast te stellen. Naast de Amerikaanse diagnosecriteria uit DSM-IV en DSM-5 zijn er ook de criteria van de Wereldgezondheidsorganisatie (ICD-10), de Szatmari diagnostische criteria, de criteria van Gillberg en de criteria die Tony Attwood hanteert.
In 1994 werd het syndroom opgenomen in het Amerikaanse Diagnostic and Statistical Manual of Mental Disorders (DSM) naast de autistische stoornis (ook 'klassiek autisme' of 'syndroom van Kanner' genoemd). Ook in de herziene vierde editie uit 2000, DSM-IV-TR, werd het Asperger Syndroom nog beschreven. Daarnaast werden andere stoornissen beschreven die 'autistiform' waren, zoals PDD-NOS ('Pervasieve ontwikkelingsstoornis, niet anderszins omschreven', POS-NAO). In de DSM-V (2013) zijn aan autisme gerelateerde diagnoses samengevoegd onder autismespectrumstoornissen (ASS), waardoor Asperger niet meer als diagnose wordt gesteld. De verschillende aandoeningen waren lastig van elkaar te onderscheiden terwijl de behandeling ervan sterk overeenkwam. Er zijn onvoldoende aanwijzingen om het syndroom van Asperger als afzonderlijke entiteit binnen het autismespectrum te beschouwen. Asperger wordt gezien als een milde vorm van ASS.
Het syndroom is ook vervallen in de elfde versie van de International Statistical Classification of Diseases and Related Health Problems (ICD), het internationale handboek van de Wereldgezondheidsorganisatie, formeel van kracht sinds 1 januari 2022; Alle pervasieve ontwikkelingsstoornissen (behalve het syndroom van Rett) zijn samengevoegd tot autismespectrumstoornis (ICD11: 6A02).
Op basis van neuropsychologisch onderzoek lijken er enkele aanwijzingen te zijn dat asperger en autisme weldegelijk van elkaar verschillen. Uit onderzoek naar niet-verbale leerstoornis (NLD) bleek dat mensen met NLD en het aspergersyndroom een sterk overeenkomend neurologisch profiel hebben. Dit profiel bleek veel verschillen te vertonen met dat van hoogfunctionerend autisme.

## Kenmerken
Het syndroom van Asperger wordt tot het autismespectrum gerekend. Net als bij de andere stoornissen uit dit spectrum is er sprake van een onhandige motoriek, moeite met het 'lezen' van sociale situaties, gebrek aan inlevingsvermogen, moeite met veranderingen, een neiging tot vaste gewoonten, een voorkeur voor bezigheden en interesses met sterk herhalende of systematische elementen, neiging tot obsessief gedrag en makkelijk opgaan in een fantasiewereld. Belangrijke verschillen met klassiek autisme zijn de (vrijwel) normale taalontwikkeling, de normale of zelfs hoge intelligentie en de normale behoefte om contacten te leggen. Het syndroom van Asperger wordt om deze redenen vaak tot het mildere eind van het autismespectrum gerekend. Vaak worden mensen met het syndroom van Asperger beschouwd als individuen die excentriek, wereldvreemd of einzelgänger zijn.
Het syndroom van Asperger blijkt meer voor te komen bij mannen dan bij vrouwen, ook in vergelijking met andere vormen van autisme. Er zijn echter ook mensen met het aspergersyndroom die zich overmatig hebben gespecialiseerd in 'non-verbale communicatie' en het herkennen van menselijke emoties. Gedrag en houding kunnen dan met grote perfectie worden geïmiteerd zonder dat het bijbehorende affect aanwezig is. Zelfs de (micro-)oogexpressie kan worden geïmiteerd. Op deze manier worden, al dan niet bewust, verschillende tekortkomingen tot op zekere hoogte gecompenseerd.
Asperger wordt ook omschreven als een cognitieve stijl met eigen kwaliteiten, waar niet noodzakelijk iets aan 'verbeterd' hoeft te worden. Er wordt dan niet gesproken van een aandoening of stoornis. Mensen met het aspergersyndroom zijn meer gericht op technische details en resultaten (systematiseren) en minder op contact en samenwerking (empathiseren), iets wat in de amygdala in de hersenen aan te wijzen zou zijn. De nadruk op systematiseren wordt daarbij gezien als een kenmerkend mannelijke eigenschap, en de nadruk op empathiseren als typisch vrouwelijk.

### Opgaan in intense interesses
Mensen met het syndroom van Asperger kunnen intense preoccupaties koesteren. De precieze interesse verschilt per persoon; vaak is deze sterk gespecialiseerd en maakt op buitenstaanders een willekeurige indruk. Verzamelwoede komt veel voor, uiteenlopend van postzegels tot ongebruikelijke objecten zoals ventieldopjes. Ook het verzamelen van encyclopedische kennis over allerlei onderwerpen komt veel voor. Kenmerkend voor het syndroom van Asperger (en autisme in het algemeen) is niet zozeer wat de precieze interesse is, maar vooral de intensiteit waarmee men zich ermee bezighoudt.
Vaak is het voor het individu van belang of het gekozen onderwerp het individu in staat stelt er een ordening en categorisering in aan te brengen. Iemand zal bijvoorbeeld in voetbal geïnteresseerd zijn omdat hij scores kan verzamelen waarna hij die vergelijkt met eerdere jaren en die scores indeelt naar divisies of andere categorieën. Of iemand zal in katten geïnteresseerd zijn en deze vergelijken met andere katachtigen.
Hans Asperger noemde de kinderen die hij observeerde 'professortjes' omdat hij vaststelde dat 13-jarige patiënten een even uitgebreid en genuanceerd beeld van hun 'onderzoeksgebied' hadden als professoren. Maar typerend was dat het overzicht over het dagelijks leven vaak ontbrak. Ook sprak Asperger van intelligentie-automaten, vanwege het idee dat deze patiënten alles met hun intelligentie deden, en hun gevoelsleven niet of nauwelijks aanwezig leek. Ze werkten met een 'input' en 'output' met daartussen een (gecompliceerd) programma dat bepaalde wat er met de input moest worden gedaan, zoals bij een automaat of robot. De hersenen van mensen met het syndroom worden weleens met een computer vergeleken, omdat ze informatie zouden indelen op een nogal categorische manier, zodat deze weliswaar uitermate nauwkeurig in 'laatjes' wordt opgeslagen, maar die laatjes staan in minder goede verbinding met elkaar, waardoor de persoon minder makkelijk dan anderen van het ene naar het andere onderwerp of situatie kan overschakelen, en (te) ver kan doorgaan op de ingeslagen weg. Een computer zou net zo werken, en wel met mappen die niet onderling met elkaar communiceren en onafhankelijk moeten worden geopend.
De meeste mensen met het syndroom van Asperger wisselen gedurende de kindertijd een paar keer van interesse. In de puberteit komt de definitieve interesse gewoonlijk vast te liggen. Opvallend is wel dat een groot aantal mensen met het aspergersyndroom hierbij vaak voor technische, wetenschappelijke, systematische, en bètavakgerelateerde interesses kiest.
Dergelijke interesses bieden een kunstmatige geordende wereld, die iemand met het aspergersyndroom respijt geeft van de onvoorspelbare en onhandelbare wereld van alledag. Het geeft een doel, uitdaging en bevrediging waarvan men de regie volledig zelf in de hand heeft. Het verlossende effect is wel enigszins te vergelijken met dat van verslavende middelen. Mensen met het syndroom van Asperger hebben het vaak moeilijk met zingeving en religies. Deze sluiten vaak niet aan bij hun wetenschappelijke en rationele instelling.
Een combinatie van beperkte sociale vaardigheden en intense belangstelling voor een bepaald gebied kan leiden tot ongebruikelijke gedragingen die vaak worden omschreven als preoccupaties of stereotiep gedrag. Maar grote gedrevenheid, geduld en sterke fixatie en concentratie op het willen oplossen van een bepaald probleem, het willen begrijpen van een complex geheel of het willen bereiken van een bepaald beoogd doel, kunnen ook bijzondere resultaten of prestaties opleveren. Grote prestaties werden geleverd door mensen met een cognitieve stijl die sterk aan het syndroom doet denken. Het aspergersyndroom kan ook positieve kanten hebben. Het is zeker niet ongebruikelijk dat mensen met het syndroom van Asperger hun beroep maken van de onderwerpen waar ze veel van af weten en waarin ze zich gespecialiseerd hebben.

### Bijzonder taalgebruik
Kinderen met het syndroom van Asperger kunnen opvallen door een 'pedante' manier van spreken. Hun spreektaal is vaak formeel en barok en vertoont veel overeenkomsten met schrijftaal. Ze komen vaak autoritair over door de stelligheid van hun uitspraken en vaak eentonige stemgeluid. Verder hebben ze een sterke neiging lang over hun 'specialisme' door te praten terwijl de gesprekspartner er allang geen interesse meer voor toont (preoccupatie). Ze kunnen echter uitblinken in spelling, genieten van dictees en van het uitleggen van spelling- en grammaticaregels en kunnen lezen en voorlezen als kinderen die jaren ouder zijn. Dit staat los van de inhoud van de tekst, die ze misschien niet eens begrijpen (hyperlexie). Onder mensen met het syndroom zouden veel beelddenkers zijn.
Een persoon met het aspergersyndroom wekt met zijn manier van spreken vaak hilariteit, of juist dodelijke ernst. Dit kan de aanzet zijn tot een imago als grappenmaker, waarbij de nadruk vaak zal liggen op taalgrappen (woordspeling, woordspel, kreupelrijm, satire) en absurdistische humor; juist niet op serieuze kritiek of op situationele humor waarbij interactie tussen mensen van belang is.
Hoewel mensen met het syndroom van Asperger over het algemeen geen stoornis in taalontwikkeling en spraak hebben, kunnen ze moeite hebben met het op gang houden van een gesprek. Het kan voorkomen dat ze niets meer weten te zeggen en niet of slecht uit hun woorden komen. Dit is ook afhankelijk van de inhoud van het gesprek, de situatie en het gespreksonderwerp. Wanneer iemand met het syndroom van Asperger over 'koetjes en kalfjes' moet praten, zal hij sneller vastlopen dan wanneer het over een van zijn interessegebieden of een ander 'zakelijk' onderwerp gaat. Mensen met het syndroom vinden het dan ook opvallend wanneer normale mensen zomaar over vrije onderwerpen kunnen praten en daarbij voortdurend uit de losse pols het gesprek op gang weten te houden. Ze raken gespannen als gesprekken meer om het uitwisselen van sociale conventies gaat, en minder om het uitwisselen van informatie. Ze zullen proberen een gesprek hun kant op te buigen door er informatie, analyses en conclusies in te verwerken. Dit kan bij de gesprekspartner tot irritatie leiden, omdat deze, in tegenstelling tot degene met het syndroom, juist ontspanning ervaart bij het aangaan van een gesprek zonder waarheidsvinding als oogmerk.
Verder komen echolalie en palilalie voor, net als bij andere stoornissen uit het autismespectrum. Ook het praten tegen voorwerpen komt een enkele keer voor. Dit neemt niet weg dat de persoon met het aspergersyndroom heel goed weet dat het voorwerp niets terugzegt, en het werkelijkheidsbesef is niet verstoord. Sommige mensen met asperger praten soms veel tegen zichzelf en voeren monologen, vaak op gesprekstoon. Er is meer sprake van 'loop-back' communicatie dan van communicatie naar anderen. Ook worden denkbeeldige conversaties/interacties soms gesimuleerd in het hoofd, zodat de persoon met asperger als het ware alvast oefent en zich enigszins voorbereidt op de gesprekken/interacties in de echte werkelijkheid. Een persoon met asperger wil alle opties alvast van tevoren 'uitgewerkt' hebben zodat hij/zij niet voor verrassingen komt te staan. Improviseren is meestal niet diens kwaliteit.

### Sociale beperkingen
Mensen met het syndroom van Asperger proberen de wereld om zich heen te systematiseren en kunnen daardoor aanvankelijk vooral binnen de sociale context moeilijk 'tussen de regels lezen'. Het besef van wat sociaal aanvaard is, is vaak niet intuïtief. Daardoor vindt men vaak niet de juiste toon en mimiek om de eigen emotionele toestand te uiten. Het vermogen om letterlijke en figuurlijke taal uiteen te houden en om iemands lichaamstaal te lezen is beperkt, evenals de theory of mind, zoals dat voorkomt bij veel vormen van autisme. Het juist inschatten wanneer het woord kan worden genomen in een gesprek, en wanneer niet, is vaak slecht ontwikkeld. Algemeen bekende metaforen zijn voor mensen met het syndroom van Asperger vaak moeilijk te begrijpen, terwijl de eigen metaforen juist voor de omgeving dikwijls onbegrijpelijk zijn. Dit alles maakt dat gesproken kan worden van een blijvend, soms sterk, verminderd empathisch vermogen.
Ten opzichte van mensen met klassiek autisme leren mensen met het syndroom van Asperger veel geraffineerder met hun beperkingen om te gaan. Zij weten deze vaak goed te camoufleren. Geholpen door de meestal goed ontwikkelde verbale vaardigheden worden de aanwezige sterke kanten ten volle uitgebuit. Ook het spelen met niet-letterlijk taalgebruik is te leren. De beperkingen zijn dus door inzet van het verstand en oefening in de loop van jaren vaak deels te compenseren. Men leert dan gedurende de adolescentie wat gemakkelijker met andere mensen om te gaan. Echter zullen bepaalde complexe sociale vaardigheden altijd in gebreke blijven. Hierdoor, en vanwege de beperkte wetenschappelijke informatie die beschikbaar is over de aandoening, wordt de 'handicap' door hulpverlening en omgeving nogal eens onderschat.
Drukke sociale gebeurtenissen zijn voor een persoon met het aspergersyndroom vaak onaangenaam; een activiteit is belastend en inspannend in plaats van ontlastend en ontspannend zoals dat voor iemand zonder het syndroom van Asperger zou zijn. Van daaruit kan zich dan logischerwijs stress, onzekerheid of angst ontwikkelen. Veel mensen met het syndroom uiten wel de wens om een sociaal leven te hebben, maar negatieve ervaringen als gevolg van hun sociaal (on)vermogen zorgen er in veel gevallen voor dat men op dat gebied grote beperkingen voelt.
Om sociaal een goede band met iemand met asperger op te kunnen bouwen zou men zich zoveel mogelijk volgens te verwachten systemen (ethiek, regels, wetten) moeten opstellen, vooral als het een kind betreft. Gevolg is dat men uiteindelijk steeds minder onbegrijpelijk moeten overkomen in de ogen van iemand met het aspergersyndroom door hun algemeen aangeleerde sociale vaardigheden. Naarmate de persoon met asperger ouder wordt, kunnen er op sociaal vlak diepere relaties opgebouwd worden en verbaal meer spontane gesprekken gevoerd worden.

### Emotionele bijzonderheden
Iemand met het syndroom van Asperger heeft er in het algemeen moeite mee de emotionele signalen van anderen te doorgronden, in het bijzonder de subtiele boodschappen door gelaatsuitdrukkingen, oogcontact en lichamelijk contact. De mentale instelling is meer dan gemiddeld egocentrisch waardoor men een egoïstische indruk kan maken. Het vermogen om eigen en andermans intenties en emoties te duiden en te kanaliseren is verstoord. Men leert door ervaring vaak wel wat daarbij de maatschappelijke normen zijn en beseft terdege wanneer iets aanvaardbaar of juist afwijkend overkomt. Het kunnen vinden en toepassen van sociaal geaccepteerde strategieën om gepast op de omgeving over te komen is een voornaam onderscheid met mensen met klassiek autisme.
Een persoon met het syndroom van Asperger kan, wanneer de zaken een onverwachte wending nemen, moeite hebben met het verwerken van emoties. Terugtrekking, paniek en vluchtgedrag of doorbraken van woede, agressie en huilbuien kunnen het gevolg zijn. Voor de buitenwereld zijn deze autistische reflexen en uitingen niet altijd te begrijpen. Dit komt veelal doordat mensen met het syndroom van Asperger bepaalde gevoelens kunnen hebben voor zaken, waarbij de meeste mensen emotioneel totaal niets voor voelen, zoals bepaalde voorwerpen of bijvoorbeeld de weersomstandigheden.
Daar waar veel mensen juist op anderen afstappen, communiceren en heftig in gesprek gaan wanneer ze een probleem hebben, vluchten mensen met het syndroom juist in zichzelf en kunnen totaal onbereikbaar worden. Bij telkens terugkerende of blijvende problemen waarvoor geen manier van omgaan wordt gevonden, kan iemand met het syndroom van Asperger een groot wantrouwen, achterdocht of boosheid ontwikkelen naar de niet-autistische buitenwereld.
Veel wetenschappelijke informatie die beschikbaar is over het gevoelsleven van mensen met het syndroom van Asperger heeft betrekking op kinderen. Over de wijze waarop het syndroom bij volwassenen tot uiting komt, beschikt men meer over vermoedens dan harde feiten. De veronderstelling is dat de meeste mensen met het syndroom van Asperger in de loop der jaren leren omgaan met hun anders-zijn en hun ontbrekende communicatieve en emotionele vaardigheden onbewust aanleren waardoor dit steeds minder opvalt.

### Sensorische kenmerken
Veel mensen met het syndroom hebben sensorische afwijkingen die niet tot problemen leiden. Omdat de hersenen meer gericht zijn op het opmerken van details, kunnen het gezicht en het gehoor verschijnselen opmerken die andere mensen niet opvallen.
Ook overgevoeligheid voor tast, geluiden en smaken komt veel voor. Deze tot overprikkeling leidende overgevoeligheid maakt dat men zich slechter kan concentreren. De gevoeligheid voor onregelmatige prikkels is vaak groter dan voor regelmatige. Sommigen zijn extreem gevoelig voor harde geluiden of sterke geuren, of houden er niet van aangeraakt te worden. Het tikken van een klok of het druppelen van water kan als ondragelijk worden ervaren, ook fel licht, knipperend licht zoals tl-verlichting en felle kleuren kunnen voor mensen met asperger zeer onaangenaam zijn en leiden tot emotionele uitbarstingen.
Velen hebben moeite om geluiden te filteren in een lawaaiige omgeving, waardoor ze sprekers niet goed kunnen verstaan. Iemand met het aspergersyndroom kan zich in zo'n situatie moeilijk concentreren op één gesprek. Ook de wijze waarop gesprekken zich in een informele sfeer ontwikkelen en van onderwerp veranderen, kan leiden tot verwarring. Achtergrondmuziek kan de verwarring nog groter maken omdat het een extra afleidende factor vormt. Het kan echter ook een houvast vormen daar het dikwijls een constant en voorspelbaar gegeven is.

### Diverse kenmerken
Mensen met het syndroom van Asperger hebben een diversiteit aan zintuiglijke, ontwikkelings- en psychische bijzonderheden. De ontwikkeling van de fijne motoriek kan bijvoorbeeld vertraagd zijn, en er kan sprake zijn van een merkwaardige manier van lopen of een gepreoccupeerde manier van bewegen van vinger, hand, arm of been. Typerend is ook dat motivatie een erg belangrijke rol speelt. Wanneer iemand met het syndroom van Asperger een bepaald soort sport of muziekinstrument tot zijn interesse maakt kan hij op zo'n deelgebied sterk uitblinken. Opvallend is verder dat wat betreft sport en spel vooral vaak voor individuele en solistische activiteiten gekozen wordt, zoals boemerang gooien en gamen.
Veel mensen met het syndroom van Asperger denken extreem visueel en concreet. Ook het ruimtelijk inzicht is vaak zeer sterk ontwikkeld. Typerend is dat dit alleen opgaat zolang het overzicht aanwezig is. In een nieuwe omgeving kan iemand met het syndroom van Asperger soms totaal verdwalen en in paniek raken wanneer er geen duidelijke plattegrond aanwezig is. Ook al kunnen sommigen extreem goed kaartlezen, als de werkelijkheid op een klein detail van de kaart afwijkt, kan dit grote verwarring, paniek of frustratie veroorzaken. Anticiperen en dingen rustig op creatieve wijze oplossen is een houding die aangeleerd moet worden.
Ook het (langetermijn)geheugen werkt soms anders bij mensen met asperger. Normale mensen herinneren zich de dingen van vroeger vaak in een globale trant, als een verhaal. Mensen met het syndroom van Asperger onthouden soms minder de gebeurtenissen in een 'totaal-verhaaltje', maar eerder in losse opeenvolgingen van zeer gedetailleerde scènes. Ze kunnen zich dan gebeurtenissen of details herinneren in een mate die normale mensen opmerkelijk vinden.
Veel mensen met het syndroom van Asperger voelen zich aangetrokken tot orde en routine, terwijl verandering in die routines en vaststaande ordes bij sommigen angstaanvallen of irritatie kan veroorzaken. Er zijn er echter ook die juist heel onregelmatig leven en heel moeilijk routines kunnen inbouwen in hun leven.

### Bijkomende stoornissen
Mensen met het syndroom hebben meer dan gemiddeld te maken met bijkomende problemen, zoals klinische depressie, oppositioneel-opstandige gedragsstoornis, syndroom van Gilles de la Tourette, angststoornissen (met name obsessief-compulsieve stoornis en fobieën) en bepaalde dwangstoornissen. Er zijn ook mensen met het syndroom van Asperger die gediagnosticeerd worden met dysgrafie, dyspraxie, dyslexie of dyscalculie. Mensen met het syndroom van Asperger vertonen soms kenmerken van depressie als gevolg van de matige communicatie met, en het onbegrip van, de buitenwereld.

## Gevolgen van het syndroom van Asperger

### Kindertijd
Kinderen met het syndroom van Asperger ervaren vaak problemen in sociale relaties met leeftijdgenoten. In hun kindertijd zijn het dikwijls de 'studiebollen zonder vrienden'. Ze spelen vaak alleen en zijn weinig bezig met vriendjes maken. Soms wordt dit wel geprobeerd, maar meestal zonder veel resultaat. Typerend gedrag is bijvoorbeeld het alleen rondlopen op het schoolplein en vaak in eigen gedachten verzonken zijn. Men is bijna doorlopend met de eigen interesses bezig. Vaak wordt met verbazing naar kinderen met het aspergersyndroom gekeken omdat ze 'zichzelf zo goed kunnen vermaken'. Ook komt het voor dat een kind met het syndroom van Asperger een gefantaseerd vriendje creëert, in een eigen fantasiewereld of in de echte wereld. Dit kan bijvoorbeeld een bepaalde knuffel, een huisdier of een object behorend bij de speciale interesse zijn.
Mensen met het aspergersyndroom worden met name in de kindertijd en in de adolescentie nogal eens het mikpunt van plagerijen en pesterijen vanwege hun afwijkende gedrag, taal en interesses en hun beperkte mogelijkheden tot sociaal communicatief gedrag. Soms zijn ze zich er niet of nauwelijks van bewust dat ze gepest worden of werden. Zo kunnen ze denken dat hun belagers juist hun vrienden zijn, waar anderen meteen zien dat deze 'vrienden' hen achter hun rug uitlachen. Anderzijds zijn er ook kinderen en jongeren met het syndroom die depressief worden omdat ze ernstig onder het pestgedrag lijden. In de huidige samenleving wordt bijna standaard van kinderen verwacht dat ze sociaal weerbaar zijn, van zich af bijten en op de juiste manier voor zichzelf opkomen. Door het zwakkere EQ van kinderen met het aspergersyndroom zijn dit juist dingen die zich niet of matig ontwikkelen. Omdat jongeren met het syndroom vaak in een eigen wereld leven en meer met zichzelf bezig zijn dan met anderen, hebben ze minder interesse voor de buitenwereld. Ze zullen zich logischerwijs niet zoals anderen 'automatisch' gaan bezighouden met de wereld om hen heen. Vaak denken ze dat alles gebaseerd is op het verzamelen van kennis. Het besef ontbreekt dan dat sommige dingen niet op school geleerd kunnen worden, maar tijdens het dagelijks leven door ervaring ontdekt, geleerd of uitgevonden moeten worden.
Daarenboven nemen deze kinderen de dingen vaak extreem letterlijk, ze hebben het bijvoorbeeld moeilijk om sarcasme en cynisme te herkennen. Ook kan het zijn dat iemand met het syndroom van Asperger denkt dat iemand niet ernstig is, terwijl dat juist wel zo bedoeld is. Of juist andersom; denken dat een grap serieus bedoeld is. Vaak zijn deze kinderen of tieners zich niet bewust wat er verkeerd is gegaan en hoe. Wie zich wel bewust wordt van fouten, heeft dat vaak pas later door. De kunst voor iemand met het syndroom van Asperger is om bijvoorbeeld sarcasme te leren herkennen en te negeren om zo conflicten te vermijden.
Kinderen met het syndroom van Asperger zijn, in tegenstelling tot veel anderen uit het autismespectrum, aanvankelijk wel heel actief sociaal zoekend. Naarmate hun beperkte sociale vaardigheden tegenslagen opleveren kunnen ze zich, vooral van leeftijdsgenoten, in toenemende mate terugtrekken. Het lukt kinderen met asperger, die zich qua interesses en taalgebruik vaak op een hoog niveau bevinden, meestal gemakkelijker aansluiting te vinden bij volwassenen. Hierdoor kan, als deze over voldoende sociaal inlevingsvermogen beschikken, een sterke vertrouwensband met sommige volwassenen worden opgebouwd.
Mensen met het syndroom van Asperger hebben vaak een buitensporig groot moreel gevoel en zullen niet snel geneigd zijn om dingen te doen die niet mogen. Ze hebben veel respect voor ouders en gezaghebbers zoals leraren, directie en politie. Het komt nogal eens voor dat ze een 'voorbeeldleerling' zijn omdat ze zich, meer dan anderen, aan de regels houden en goede resultaten behalen. Dit extreme morele besef kan echter ook heel goed tot uiting komen wanneer de leerling met het aspergersyndroom iets verkeerds doet. Bijvoorbeeld door spontaan uit zichzelf strafregels te gaan schrijven of zelfstandig naar de directeur te stappen om overdreven te gaan 'biechten'. "Ik verdien dit!" wordt dan vaak gebruikt als motivatie, het is een uiting van een overdreven sterk ontwikkeld rechtvaardigheidsgevoel.
De combinatie van beperkingen én uitzonderlijke mogelijkheden die deze kunnen camoufleren, kan op school soms ook echter leiden tot problemen met leraren, de organisatie of medeleerlingen. Sommige mensen met het syndroom van Asperger onderkennen hun status in hun sociale omgeving niet, doordat dit een sociale conventie is. Ze behandelen iedereen dan zo'n beetje hetzelfde, los van de sociale positie. Kinderen met het syndroom van Asperger gaan daardoor bij leraren nogal eens door voor 'probleemleerling'. Een soms beperkte tolerantie voor ordinaire opdrachten zonder uitdaging maakt dat een leerling met het syndroom van Asperger een lage frustratiedrempel kan hebben en dan arrogant en ongedisciplineerd overkomt. Het kind zelf kan als gevolg daarvan agressie-aanvallen en vluchtgedrag vertonen.

### Puberteit
Als het leren op school verder geen probleem vormt kunnen er toch problemen ontstaan bij bijvoorbeeld stages of opleidingen met weinig structuur; zoals lesmethoden waarbij niet klassikaal les wordt gegeven. Bij dergelijke lesmethoden worden scholieren geacht zelfstandig te werken, zelfstandig te studeren en de hulp van de leraar in te roepen wanneer er een probleem is. De stap om naar de leraar te gaan kan voor mensen met het syndroom van Asperger onoverkomelijk zijn. Ook het ontbreken van duidelijke structuur kan voor problemen zorgen. Verder kunnen de meer praktische kanten van het leren een obstakel vormen.
Veel jongeren met het syndroom van Asperger hebben bijvoorbeeld meer moeite met leren autorijden en daardoor ook met het behalen van hun rijbewijs. Bestuurders met het aspergersyndroom kunnen vaak moeilijk aan een gesprek deelnemen terwijl ze aan het rijden zijn en rijden dan ook het liefst alleen. Zij kunnen fouten in het verkeer maken als zij proberen te converseren met de rijinstructeur of de mede-inzittende. Juist het drukke verkeer wordt als een onvoorspelbare en chaotische buitenwereld ervaren waarin ze zich niet thuis voelen. Een ander voorbeeld is overdreven voorbeeldig verkeersgedrag laten zien door bijvoorbeeld elk verkeersbord letterlijk op te volgen en de officiële voorrangsregels in elke situatie extreem letterlijk correct toe te passen. Dit ten koste van het verdere reactievermogen en interpretatie op een veranderende situatie in het verkeer.
Uiteindelijk is vaak de koppeling van theorie naar praktijk of van praktijk naar theorie (pragmatisme) bij mensen met het syndroom van Asperger anders. Dit resulteert ook vaak in (school)loopbanen en curricula vitae die buitenstaanders niet altijd direct zouden vermoeden. Zo kan iemand met het syndroom van Asperger bijvoorbeeld een enorme theoreticus zijn die soms, met complete volzinnen, net als een professor of hoogleraar kan spreken en schrijven, maar qua schoolloopbaan 'slechts' LTS, ULO of (V)MBO heeft. Of juist andersom: iemand met het syndroom van Asperger die een universitair ingenieursdiploma heeft, maar een erg praktische, aanpakkende en concreet ingestelde 'doener' is in plaats van een welbespraakt theoreticus.
Verder zullen puberende klasgenoten bijvoorbeeld in hun vrije tijd en weekenden vooral bezig zijn met vrienden (maken), uitgaan, experimenteren, relaties en seksualiteit. Hier trekt de jeugd met asperger zich vaak van terug. Ze lijken vaak meer op een individueel en afstandelijkere manier naar hun volwassenheid toe te werken dan hun leeftijdsgenoten. Dit kan voor nog verder sociale en emotionele achterstand zorgen en ze kunnen zich op bepaalde momenten toch erg alleen voelen, omdat er vaak wel behoefte aan is. Toch gaan ze vooral lichamelijk wel degelijk door de puberteit heen omdat ze meestal niet direct in contact komen met drank of drugs en zichzelf vaak wel goed verzorgen.

### Volwassenheid

#### Algemeen
Veel mensen met het aspergersyndroom zullen zich oppervlakkig gezien, net zo ontwikkelen als ieder ander. Pas als nauwkeurig naar zo'n persoon gekeken wordt of als de persoon uitgebreid psychologisch onderzocht wordt, zal blijken dat er iets aan de hand kan zijn. Mede hierdoor krijgen veel mensen met het syndroom van Asperger relatief laat een juiste diagnose. Maar ook komt het voor dat alleen het kennis krijgen van de betekenis van het aspergersyndroom of autisme al genoeg is om te ontdekken dat een persoon het syndroom van Asperger heeft. Een oorzaak voor late onderkenning is de grote onbekendheid van de stoornis in de maatschappij; ook onder medici en andere hulpverleners.
Het komt regelmatig voor dat een persoon met het syndroom van Asperger een zelfdiagnose stelt aan de hand van boeken of informatie van internet. Meestal herkennen ze dan eigen karakteristieke kenmerken uit de beschreven symptomen. Sommige mensen met het aspergersyndroom hebben teleurstellende ervaringen door de blijkbare onwetendheid en onkunde van hulpverleners. Het kan ook voorkomen dat iemand met het label syndroom van Asperger wordt gekenmerkt terwijl deze persoon zelf niet of nauwelijks problemen in zijn ontwikkeling heeft ervaren. Hieruit blijkt ook dat het syndroom van Asperger niet altijd een ernstige handicap of stoornis hoeft te betekenen, soms is juist het tegendeel het geval.
Veel mensen met het aspergersyndroom erkennen hun beperkingen en proberen zich er aan aan te passen. Het lukt volwassenen met het syndroom van Asperger dikwijls zelf hun aanpassingsproces te regelen, zonder behandeling of begeleiding. Ze ervaren evenwel vaak dezelfde problemen als veel andere mensen met een vorm van autisme. Het verschil is dat mensen met het aspergersyndroom intelligentie kunnen gebruiken om hun aanpassingsproces vorm te geven. Mensen met autisme die dat vermogen missen blijven soms levenslang hulpbehoevend en onaangepast.
Mensen met het aspergersyndroom kunnen zeer in hun specifieke interesses opgaan en hier erg bedreven in zijn, terwijl ze altijd moeite blijven houden met eenvoudige dingen zoals het huishouden. Soms is er zelfs sprake van inertie. De vaat doen vergt dan bijvoorbeeld veel moeite, wat soms de indruk geeft dat iemand met het syndroom van Asperger lui is. Velen maken daarom gebruik van een dagschema dat hun het leven vergemakkelijkt.
Mede door hun 'superieure' aanpassings- en camouflagetechnieken, zijn er mensen met het aspergersyndroom die zich niet realiseren dat ze voldoen aan de criteria voor dit syndroom. Door voorlichting en kennisoverdracht wordt deze groep wel steeds kleiner. Er komt geleidelijk aan wat meer begrip, aandacht en respect voor een groep mensen die vroeger vooral werd gezien als 'zonderling', 'niet-sociaal', 'eenzelvig' of 'contactgestoord'.

#### Wonen
De meeste volwassen personen met het syndroom van Asperger zijn in staat om zelfstandig te wonen. Sommigen kiezen voor begeleiding door bijvoorbeeld een gespecialiseerd team van een instelling voor beschermd wonen voor bepaalde externe ondersteuning, zoals interieurverzorging of steun bij de administratie en financiën. De behoefte aan deze woonbegeleiding kan variëren van een half uur per dag tot een uur per week. Anderen kiezen ervoor zo lang mogelijk in het ouderlijk huis te blijven wonen. Dit kan praktische voordelen hebben, bijvoorbeeld op financieel gebied en door persoonlijke ontlasting. Met name het begin van zelfstandig wonen kan met enige spanning gepaard gaan omdat men als het ware nog 'ingewerkt' moet worden in het beheren van een huishouden. Het kan lastig zijn om op eigen initiatief dingen uit te gaan zoeken en te regelen. Daarnaast heeft iemand met het syndroom meer moeite met een nieuwe omgeving en veranderingen in de leefsituatie waardoor soms sterke heimwee kan ontstaan. Nadat men eenmaal een zekere routine heeft opgebouwd stelt de moeilijkheidsgraad vaak niet zoveel meer voor. Routine, herhaling, kennis van zaken hebben en het weten en beheersen van dingen zorgen altijd voor meer rust in het hoofd. Beschermd wonen met 24-uurs begeleiding komt, in tegenstelling tot bij klassieke autisten, bij mensen met het aspergersyndroom niet zoveel voor.

#### Werk
De interesses van hun kindertijd kunnen mensen met het aspergersyndroom mogelijk een betaalde baan opleveren, al blijven de sociale beperkingen een niet te onderschatten drempel tot slagen. Ondanks hun vaak 'geleerde' taalgebruik, grote algemene kennis en normale tot hoge intelligentie ondervinden veel mensen met het aspergersyndroom grote moeilijkheden om een betaalde baan te krijgen en te behouden. Dikwijls rondt men een opleiding met succes af, maar scoort men onvoldoende bij een sollicitatiegesprek of andere geschiktheidsonderzoeken. Of men ervaart, als men een betrekking gevonden heeft, veel misverstanden of pestgedrag op het werk. Dit komt soms omdat in bepaalde werksferen het nogal aankomt op sociale intelligentie en emotioneel inlevingsvermogen. Aangezien mensen met asperger hier vaak te kort schieten of bijvoorbeeld ook meestal de klokkenluider zijn bij bepaalde situaties of conflicten kan dit tot ergernis leiden. Ook ontslag van iemand met asperger, zonder dat diegene goed begrijpt waarom komt nogal eens voor. Een aantal mensen met het syndroom van Asperger is dan ook werkloos of werkt onder het niveau, bijvoorbeeld bij of via een beschutte- of sociale werkplaats. Ook werken veel mensen in deeltijd of zijn gedeeltelijk of volledig arbeidsongeschikt verklaard.
Sommige beroepen zijn geschikter voor personen met het aspergersyndroom dan andere. Beroepen met meer inhoudelijk gestructureerd werk en minder sociale interactie c.q. contact met klanten of collega's zoals tekenaar, ontwerper, computerprogrammeur, onderzoeker of analist zijn aantrekkelijker dan werk met veel sociale interactie zoals politieagent, verkoper, manager/leidinggevende, verpleegkundige of politicus.
Mensen met het aspergersyndroom neigen vaak naar perfectionisme en stellen hoge eisen aan zichzelf. In werksituaties zijn het vaak gedreven en harde werkers. Men zal niet of weinig kletsen met collega's en zich niet af laten leiden door het (sociale) gebeuren om zich heen. Wanneer het werk vooral veel dezelfde fysieke handelingen of juist veel wisselende handelingen betreft, kan inertie of onhandigheid optreden. Sommige werknemers met het syndroom van Asperger 'trainen' voortdurend zichzelf om zwakke plekken te verbeteren en te verbergen. Dit trainen kost vaak veel tijd en moeite.
Anderzijds zijn er mensen met het syndroom van Asperger die een universitaire titel behalen en een goed betaalde baan hebben. Daar is dan wel vaak veel zelfkennis, aanpassingsvermogen, en een juiste focus op mogelijkheden en onmogelijkheden en aanpassing door de omgeving bij nodig.

#### Relaties
Bij het vinden van een levensgezel ondervinden veel mensen met het syndroom van Asperger moeilijkheden. Anderen raken om tal van redenen buiten hun wil gescheiden. Velen zijn een groot deel van hun leven alleenstaand en het hebben van een relatie is meer uitzondering dan regel. Terwijl er veel moeite voor wordt gedaan, slagen mensen met Asperger er vaak niet in een partner te vinden. Ze missen vaak in meer of mindere mate de verfijnde vaardigheden die bij het leggen en onderhouden van relaties nodig zijn. Juist bij mildere vormen van het aspergersyndroom komt de contactstoornis vooral tot uiting op het gebied van (intieme) relaties, omdat liefde niet logisch en analyseerbaar is. Ook zijn er nogal eens informatieverwerkingsproblemen bij onder andere intimiteit, seksualiteit en aanrakingen. Daardoor kunnen miscommunicaties/misvattingen ontstaan die maken dat de partner teleurgesteld kan raken en zelfs denken dat de persoon met asperger er geen behoefte aan heeft, terwijl dat wel zo is.
Mensen met het Asperger hebben vaak het gevoel niet echt te behoren tot de wereld rondom hen. Hierdoor wordt het in Amerika wel gekscherend Wrong Planet Syndrome genoemd. Velen leven vooral in hun vrije tijd als einzelgänger. Ze hebben zich er noodgedwongen mee verzoend om voor de rest van hun leven alleen te blijven.
Door het leiden van een vereenzaamd bestaan ervaren mensen dikwijls emotioneel gezien een lagere levenskwaliteit. Dit kan bij sommigen leiden tot moeilijkheden bij de zelfacceptatie, frustratie en depressie. De onbekendheid met de stoornis in de maatschappij, de onderschatting en het niet waarnemen van de problematiek zijn belangrijke oorzaken waardoor mensen met deze aandoening zich blijvend onbegrepen voelen en soms ten einde raad kunnen raken. In extreme gevallen kan het komen tot ernstige verwaarlozing of de wens een eind aan het eigen leven te maken.
Anderzijds zijn er volwassenen met het syndroom van Asperger met een vaste partner en (al dan niet met kinderen) een gelukkig gezinsleven ervaren. Ook hier is veel zelfkennis, ervaring, aanpassingsvermogen, een juiste focus op mogelijkheden en onmogelijkheden en aanpassing van de partner en de omgeving bij nodig.

## Ondersteuning

### Nederland
Er zijn in Nederland diverse instanties waar mensen met een autistische stoornis terechtkunnen voor begeleiding of lotgenotencontact. Naast officiële instanties zoals de GGZ zijn er verenigingen als Personen uit het Autisme Spectrum (PAS) die zich richt op normaal begaafde volwassenen (18+) met autisme. Daarnaast is er de Nederlandse Vereniging voor Autisme die zich ook richt op ouders met autistische kinderen. De stichting AutSider biedt de mogelijkheid online te communiceren met mensen met een autistische stoornis via onder andere een forum en een chatkanaal. Ook op scholen wordt er steeds meer begeleiding aan kinderen gegeven die zich in het autismespectrum bevinden.

### Vlaanderen
In Vlaanderen kan een kind in de lagere school of een middelbare scholier met het aspergersyndroom rekenen op de steun van het geïntegreerd onderwijs. Dit houdt in dat er tot twee lesuren per week vrijgemaakt worden voor een GOn-begeleider. Daarnaast kan men in het middelbaar onderwijs bijvoorbeeld extra tijd voor een examen krijgen, een examen apart maken en informatie krijgen over relaties aangaan met leeftijdsgenoten. Verder is de zelfhulpgroep Personen met een Autisme Spectrum Stoornis (PASS) actief.